# Yabusame
Yabusame (流鏑馬?) es un tipo de tiro con arco a caballo de tradición japonesa. En esta especialidad un arquero montado en un caballo lanzado al galope dispara sucesivamente tres flechas especiales con "punta en forma de nabo" a tres blancos de madera.

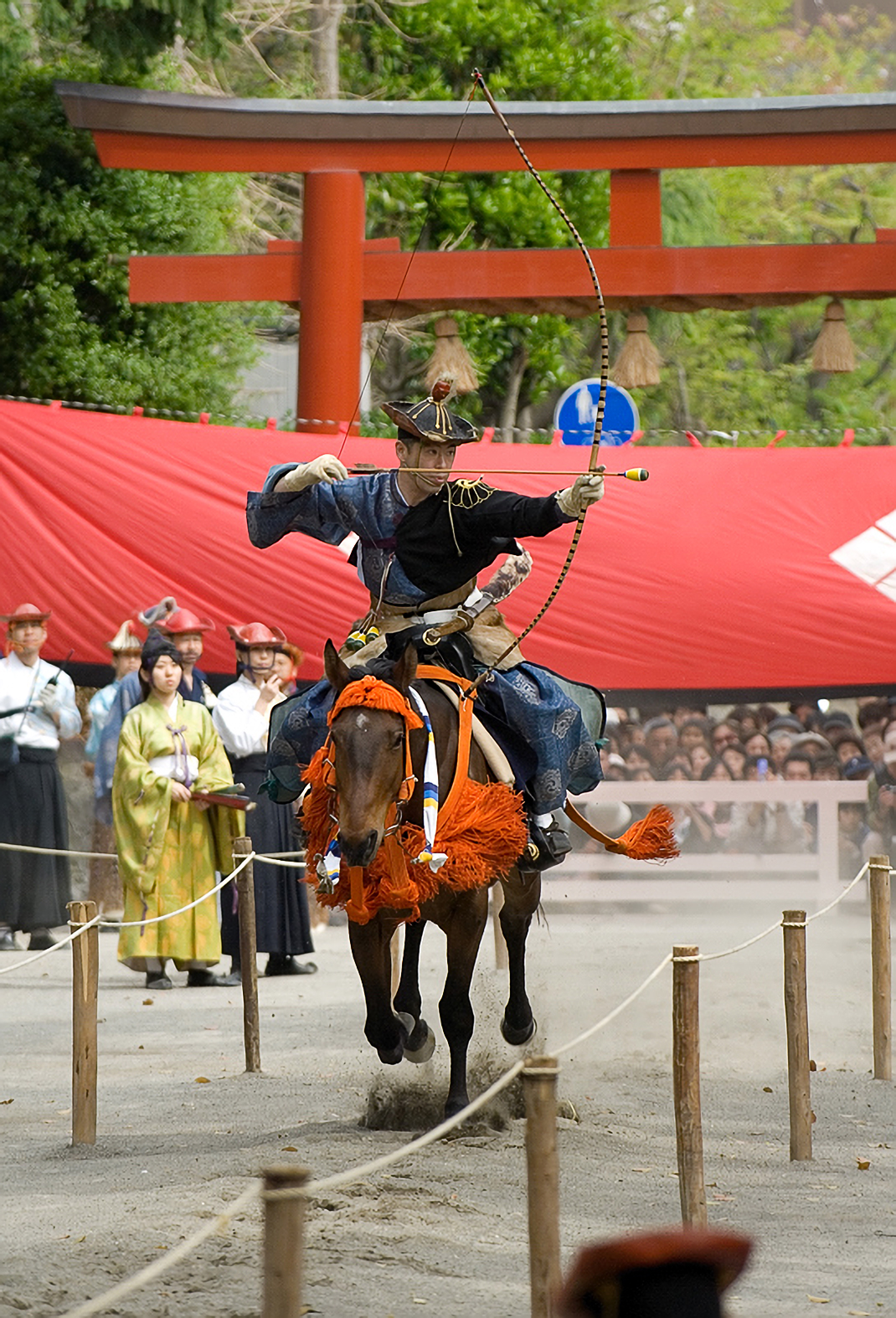
Arquero yabusame montado en su corcel.

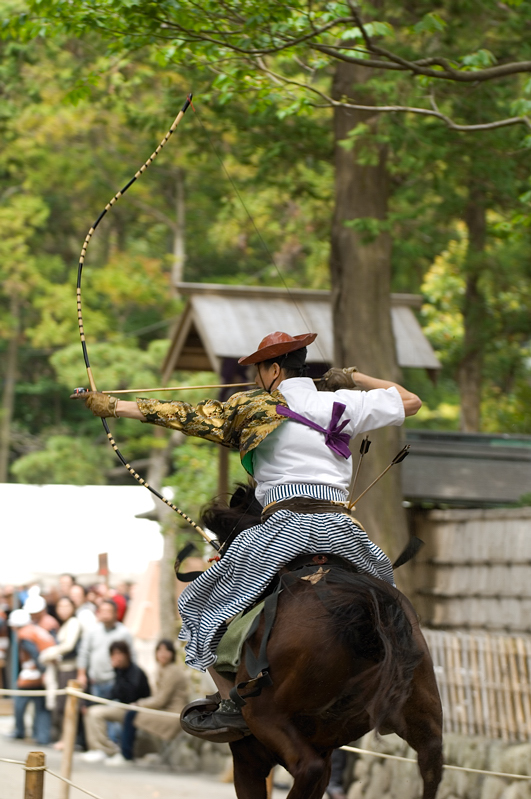
Arquero yabusame apunta a su segundo blanco.

Los orígenes de este estilo de arquería se remontan a los comienzos del período Kamakura. Minamoto no Yoritomo se preocupó ante la falta de habilidad en arquería por parte de sus samuráis, por lo que organizó el yabusame como una forma de práctica. Actualmente, los mejores sitios para presenciar la práctica de yabusame son en Tsurugaoka Hachiman-gū en Kamakura y  en el Santuario Shimogamo en Kioto. Se practica en Samukawa y en la playa en Zushi, además de otros sitios.

## Historia
El uso de arcos japoneses se remonta a épocas prehistóricas, en el período Jōmon. El estilo de arco largo y asimétrico con la empuñadura por debajo del centro surge en la cultura Yayoi (300 a. C.-300 d. C.), los arcos se convirtieron en un símbolo de autoridad y poder. El legendario Emperador Jimmu, quien fuera el primer emperador de Japón, es siempre representado portando un arco. Hasta el siglo IV el arco era utilizado exclusivamente por guerreros a pie, luego los soldados de elite comenzaron a luchar montados a caballo empuñando espadas y arcos. Hacia el siglo X los samurái realizaban duelos de arquería montados en sus corceles. Ellos cabalgaban uno hacia el otro y trataban de disparar por lo menos tres flechas. No necesariamente estos duelos debían finalizar con la muerte de un contendiente, siempre que el honor hubiera sido salvado.
Uno de los incidentes más famosos y recordados de arquería japonesa montada ocurrió durante las guerras Genpei (1180-1185), una lucha épica por poder entre los clanes Taira y Minamoto que tendría un gran impacto en la cultura, sociedad y política japonesa. En la batalla de Yashima, los Taira, luego de haber sido vencidos en la batalla, escaparon hacia Yashima y se embarcaron en sus botes. Fueron ferozmente perseguidos a caballo por los Minamoto, pero fueron detenidos por el mar. Mientras los Taira esperaban a que los vientos les fueran favorables, subieron un abanico en un mástil para ofrecerlo como blanco para aquel arquero del clan Minamoto que le quisiera disparar, en un gesto de caballerosidad entre enemigos. Uno de los samurai Minamoto, llamado Nasu no Yoichi, aceptó el desafío. Se dirigió al mar con su caballo y atravesó el abanico con una flecha. Nasu ganó mucha fama y su destreza es aún recordada y celebrada en la actualidad. Durante el período Kamakura (1192-1334), la arquería montada fue utilizada como ejercicio de entrenamiento militar de los samurai. Aquellos arqueros que no demostraban poseer habilidad suficiente podían ser inducidos a realizar seppuku (suicidio ritual). 
Un estilo de arquería a caballo fue el inuoumono (dispararle a perros). Los monjes budistas convencieron a los samurai de forma tal que las puntas de las flechas estuvieran cubiertas de forma que los perros sólo sufrieran rasguños o moretones pero no murieran. Este deporte no se practica en la actualidad.

## Yabusame - tiro ritual con arco a caballo

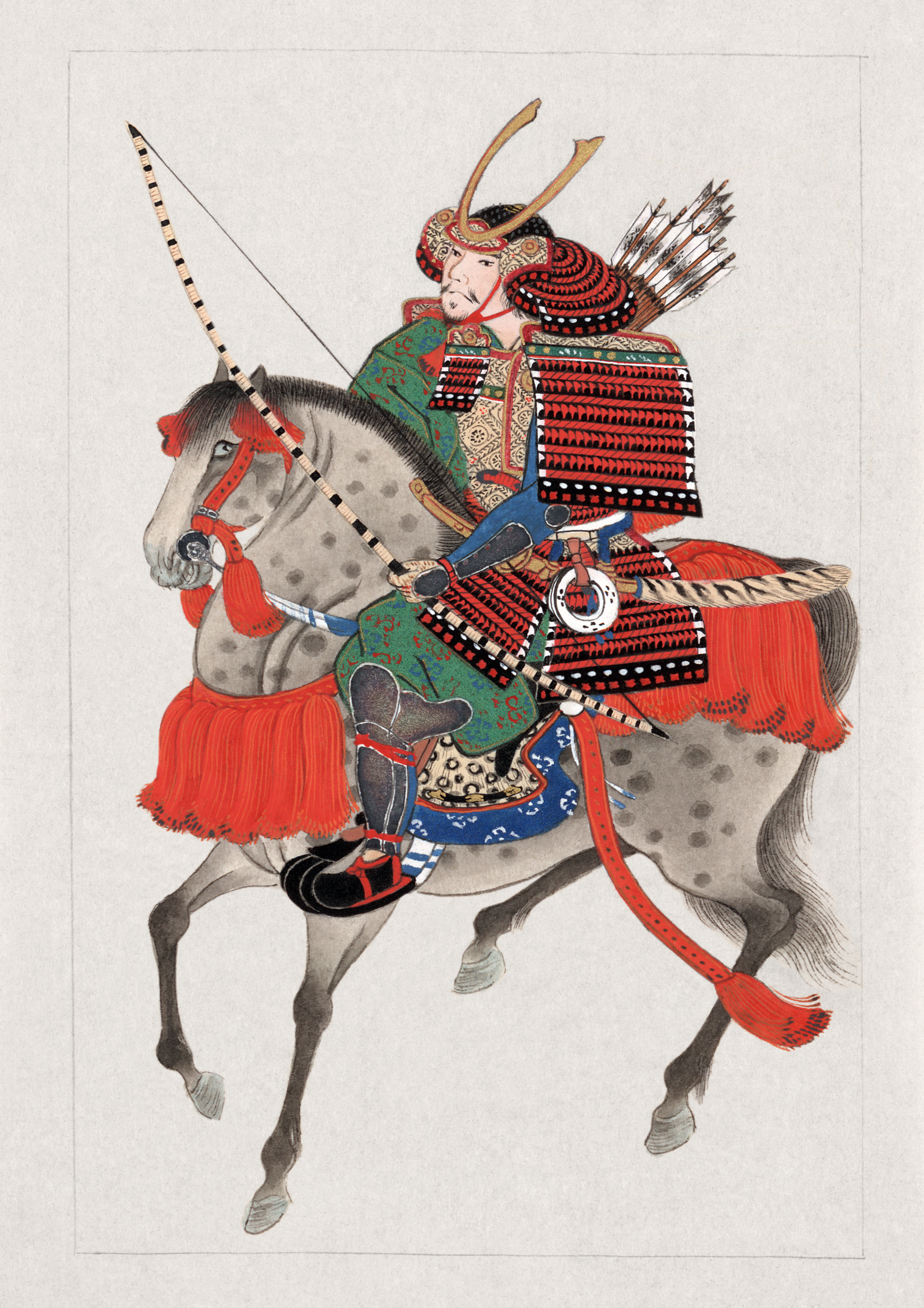
Samurai a caballo con un arco y flechas, vestido con un casco con cuernos. Circa 1878.

El yabusame fue diseñado como una forma de complacer y entretener a la miríada de  dioses que cuidan de Japón, de manera de alentar sus bendiciones para asegurar la prosperidad de la tierra, las personas, y la cosecha. Un arquero yabusame galopa a alta velocidad por una pista de 255 m de largo. El arquero controla su cabalgadura mediante las rodillas, ya que sus manos las tiene ocupadas en coger las flechas y disparar el arco. Al aproximarse al blanco, eleva su arco y extrae la flecha pasando cerca de su oreja antes de disparar la flecha con un fuerte grito "In-Yo-In-Yo" (oscuridad y luz). La flecha es roma y de punta redonda de manera de producir un sonido más fuerte al impactar sobre el tablero.
A los arqueros experimentados se les permite utilizar flechas provistas de una punta en forma de horquilla en V. Al golpear el tablero, la misma se deshace en un material granuloso y cae al suelo. El alcanzar los tres blancos se considera un logro admirable. Los blancos de yabusame y su ubicación son diseñados para reproducir de manera ritual el blanco óptimo para un golpe letal en un contrincante que esté vestido con una armadura tradicional samurai completa (O-Yoroi) que solo deja expuesto el espacio por debajo de la visera del casco. A causa de su estilo solemne y aspectos religiosos el yabusame se caracteriza por ser más un ritual que un deporte, y a menudo es practicado en ocasión de ceremonias especiales o eventos oficiales, tales como agasajos a dignatarios extranjeros y jefes de Estado. Se han realizado demostraciones de yabusame durante vistas oficiales a Japón de los presidentes norteamericanos Ronald Reagan y George W. Bush. 

## Uso contemporáneo
En la actualidad se celebran varias demostraciones Yabusame al año, generalmente junto a Santuarios sintoistas. Cada 15 de mayo, el Aoi Matsuri (Festival de las Alceas) de Kioto incluye demostraciones de Yabusame. Otras localizaciones donde se realizan demostraciones incluyen a Tsurugaoka Hachiman-gū en Kamakura, junto a Samukawa y la playa de Zushi.